# Nico Müller (Gewichtheber)
Nico Müller (* 2. November 1993 in Mosbach) ist ein deutscher Gewichtheber.

## Karriere
Im Alter von sieben Jahren bestritt Müller das erste Mal einen Wettkampf im Gewichtheben. In seiner Jugend wurde er ab 2006 von Oliver Caruso trainiert.
2008 nahm er erstmals an einem internationalen Turnier teil. Zwei Jahre später konnte sich Müller für die Olympischen Jugendspiele in Singapur qualifizieren. In dem Wettbewerb der Gewichtsklasse bis 69 kg konnte er jedoch keine Platzierung erreichen.
2016 nahm er an den Olympischen Spielen in Rio de Janeiro teil. In der Klasse bis 77 Kilogramm belegte er den zehnten Rang.
Bei den Europameisterschaften 2018 gewann er überraschend die Goldmedaillen im olympischen Zweikampf sowie im Stoßen in der Klasse bis 77 kg. Bei der Zweikampfleistung erreichte er insgesamt 346 Kilogramm und im Stoßen reichten 191 Kilogramm zur Goldmedaille. Damit stellte Müller im Stoßen seine bis dahin bestehende persönliche Bestleistung ein. Im Reißen belegte er den vierten Rang.
Auf nationaler Ebene ist Müller mehrfacher deutscher Meister in der Gewichtsklasse bis 85 kg beziehungsweise seit 2019 bis 89 kg (Halbschwergewicht). Zudem tritt er für den SV Germania Obrigheim in der Gewichtheber-Bundesliga an und konnte mit der Mannschaft zwei Meisterschaften sowie mehrere Vizemeisterschaften feiern.